# Martin Bernburg
Martin Løfqvist Bernburg (Copenaghen, 26 dicembre 1985) è un ex calciatore danese, di ruolo attaccante.

## Palmarès

### Club

#### Competizioni nazionali
- Campionato danese: 1

Copenaghen: 2006-2007